# 프로세스 그룹
프로세스 그룹(process group)은 POSIX 호환 운영체제에서 프로세스 그룹은 하나 이상의 프로세스 모음을 나타낸다. 무엇보다도 프로세스 그룹은 신호 배포를 제어하는 데 사용된다. 신호가 프로세스 그룹으로 전달되면 신호는 그룹의 구성원인 각 프로세스에 전달된다.
마찬가지로 세션(session)은 하나 이상의 프로세스 그룹의 모음을 나타낸다. 프로세스는 다른 세션에 속하는 프로세스 그룹을 생성할 수 없다. 또한 프로세스는 다른 세션의 구성원인 프로세스 그룹에 가입하는 것이 허용되지 않는다. 즉, 프로세스가 한 세션에서 다른 세션으로 마이그레이션되는 것이 허용되지 않는다.
프로세스가 해당 이미지를 새 이미지로 바꾸면(exec 함수 중 하나를 호출하여) 새 이미지에는 이전 이미지와 동일한 프로세스 그룹(즉, 세션) 멤버십이 적용된다.

## 같이 보기
- cgroups
- 객체 관리자

## 참고문헌
- 단일 유닉스 규격, Issue 6